# إبراهام زاكس
إبراهام زاكس (بالإنجليزية: Abraham Sachs)‏ هو مؤرخ الرياضيات ورياضياتي أمريكي، ولد في 11 ديسمبر 1914 في بالتيمور في الولايات المتحدة، وتوفي في 22 أبريل 1983 في بروفيدنس في الولايات المتحدة.